# Brachymeria megaspila
Brachymeria megaspila är en stekelart som först beskrevs av Cameron 1907.  Brachymeria megaspila ingår i släktet Brachymeria och familjen bredlårsteklar. Inga underarter finns listade.